# A Temporary Truce
A Temporary Truce é um filme mudo norte-americano de 1912 em curta-metragem, do gênero western, dirigido por D. W. Griffith e estrelado por Blanche Sweet. Cópia do filme encontra-se conservada na Biblioteca do Congresso dos Estados Unidos.